# منطقه ۱۵ شهرداری تهران
منطقه ۱۵ شهرداری تهران از مناطق جنوب شرقی شهر تهران است. منطقه ۱۵ از شمال به پادگان قصر فیروزه، ۴۵ متری آهنگ، 
خیابان خاوران و شوش شرقی و از غرب به خیابان فدائیان اسلام و از جنوب به خیابان دولت‌آباد، کوه بی‌بی شهربانو و کارخانه سیمان و از شرق به کوه‌های شرقی تهران و حد شرقی اراضی افسریه منتهی می‌شود. بخشی از محدوده منطقه نیز در حریم شهر واقع است.
منطقه پانزده با منطقه دوازده، منطقه چهارده، منطقه شانزده و منطقه بیست همسایه است. مهم‌ترین بخش آن شهرک‌های مسعودیه، شهرک والفجر، مسگرآباد، شهرک رضویه، مشیریه، افسریه، بروجردی، کیانشهر، خیابان نبرد و خاوران است. 
همچنین این منطقه از طریق بزرگراه‌های بسیج، بعثت، امام علی، آزادگان به شبکه بزرگراهی تهران دسترسی دارد. از مراکز فرهنگی و هنری این منطقه می‌توان به پردیس تئاتر تهران و فرهنگسرای خاوران واقع در خیابان نبرد تقاطع خیابان بقایی اشاره کرد. بخشی از محدوده این منطقه نیز در حریم شهر واقع است. 
در واقع از ۸ ناحیه موجود، ۶ ناحیه در محدوده قانونی شهر تهران و ۲ ناحیه در حریم استحفاظی شهر قرار دارند. برخی از مراکز فرهنگی و تاریخی این منطقه عبارت است از فرهنگسرای خاوران، پردیس تئاتر تهران، پردیس بانوان، زندان هارون، پردیس سینمایی خاوران.

## تاریخچه
عمده اطلاعات تاریخی از سکونتگاه شهری منطقه پانزده به محله‌های قدیمی این منطقه اعم از شوش- شبیر، مسگرآباد، مشیریه، بهشتیه خاوران یا قبرستان یهودی‌ها، کیانشهر، مسعودیه و خاور شهر بازمی‌گردد.
- در برخی گزارش‌ها عنوان شده‌است؛ منطقه ۱۵ تهران به عنوان یکی از مناطق حاشیه‌ای شهر در زمان‌های گذشته با وجود دروازه‌های متعدد به عنوان یکی از محل‌های اصلی ورود مسافران به شهر تهران بوده‌است.[۳] بالاترین شتاب در گسترش و توسعه جمعیت ساکن در این منطقه را می‌توان در سال‌های انقلاب عنوان کرد. جریان رشد در محدوده منطقه ۱۵ با انقلاب و با آزاد شدن بخش عمده محدوده ۲۵ ساله طرح جامع شهر تهران در ۱۳۵۸ به سرعت گسترش یافته‌است. در فاصله کوتاه پس از آزاد شدن محدوده ۲۵ ساله طرح جامع شهر تهران، تقریباً تمامی سطح خالی منطقه به زیر ساخت و سازهای شهری رفت و تبدیل به بافت پرتراکم شهری شد.[۳]
- برای آشنایی بیشتر با مسیر تاریخی و روند شکل‌گیری محله شوش - شبیر می‌توان به دوران دارالخلافه ناصری اشاره نمود.[۳] در آن هنگام دور تا دور تهران را دیوارهای بلند فراگرفته و بیرون از این دیوارها نیز خندق حفر شده بود. ارتباط شهر با بیرون از طریق دوازده دروازه در اطراف شهر برقرار می‌شد. دیوار جنوبی شهر با خیابان شوش فعلی در حد فاصل میدان‌های شوش و میدان راه‌آهن منطبق بود.

دروازه‌های آن عبارت بودند از خانی‌آباد، دروازه غار و دروازه شاه عبدالعظیم. محله شوش - شبیر فعلی و دیگر مناطق نزدیک به آن به نام دروازه شاه عبدالعظیم شهرت داشته‌اند. از سال ۱۳۰۶ قمری دروازه راه‌آهن و دروازه شاه عبدالعظیم اضافه شده‌است؛ که محل عبور ماشین دودی بود. در دوره‌ای هم آن را دروازه ماشین دودی می‌خواندند که ابتدای مسیر راه‌آهن تهران به شهر ری در محله شوش شبیر و ابتدای خیابان شهرزاد (شهید رجب‌نیای کنونی) قرار داشت. دروازه عبدالعظیم در میدان شوش فعلی قرار داشت و مسیر دیگری بود که تهران را به شهرری متصل می‌کرد. این خیابان بعد از انقلاب فداییان اسلام نام گرفت. دروازه ماشین دودی سال‌ها بعد از سایر دروازه‌های تهران احداث شده بود و از لحاظ معماری با سایر دروازه‌ها تفاوت داشت. از جمله آن‌که تنها دروازه بدون سقف تهران بود. در اسناد مربوط به آن دوران نشانه‌ای از وجود یک روستا یا منطقه مسکونی قابل توجه در محل فعلی محله شوش شبیر به چشم نمی‌خورد. اما بیرون از دروازه‌ها هم همواره نوعی از زندگی امروزه در حاشیه‌نشینی وجود داشته‌است.
- محله مشیریه از شمال به میدان آقانور و از جنوب به کوه بی بی شهربانو محدود می‌شود.[۳] محله مشیریه همانند یک متوازی‌الاضلاع است. مالک این محله را مشیرالدوله، یکی از درباریان و نزدیکان ناصرالدین شاه و از ملاکین بزرگ، معرفی کردند. آثاری چند در تهران از وی باقی است که از آن جمله می‌توان به مدرسه مشیریه به ریاست محمدحسن خان اعتمادالسلطنه اشاره کرد. باغ و بقعه و صحن (صفاییه) را برای پیر مراد خود میزا صفا تأسیس نمود. همچنین او روز نامه نظامی علمیه و ادبیه ایران را منتشر می‌نمود. در مجموع او از رجال نام‌آور و معتبر دوره ناصری بوده‌است. به همین خاطر نام وی بر این محله ماندگار شد. آخرین مرز بندی مصوب محله مربوط به سال ۱۳۴۵ و از همان بدو شکل‌گیری محله بوده‌است. شخصی به نام امیر سلیمانی زمین‌دار بزرگ دوران پهلوی و اسدالله اعلم نیز به عنوان افراد مؤثر در شکل‌گیری این محله قابل ذکر هستند. این دو نفر اولین واگذار کنندگان (فروشندگان) زمین‌های این محله بوده‌اند.[۳]
- خاور شهر نام شهرکی در بزرگراه امام رضا است. این شهرک شامل سه بخش شهری، روستایی و صنعتی است.[۳] بخش شهری آن مربوط به شهرک خاورشهر، بخش روستایی آن مربوط به روستای توتک و بخش صنعتی آن شامل کارگاه‌های توتک و لپه زنک است. بر اساس گزارش‌های تاریخی تا سال ۱۳۵۴ از سه راه افسریه تهران تا سه راه تنباکویی نزدیک قبرستان ارمنی‌ها جاده خاوران نامیده می‌شد و هیچ‌گونه محله مسکونی یک‌پارچه‌ای وجود نداشت. اما در بیابان‌های جنوب این جاده حد فاصل کارخانه سیمان تا پلشت (پاکدشت) ده‌ها کوره آجر پزی و آجر دستی در روستای محمودآباد و خاتون آباد و روستای پلشت وجود داشت که کارگران فصلی مهاجر، در خانه‌های حاشیه کوره‌ها سکونت داشتند و بازارهای فصلی نیز در آنجا شکل می‌گرفت. در سال ۱۳۵۴ پایگاه هوایی و پدافند هوایی خاوران تأسیس شد. در کنار آن خانه‌های مسکونی همافران و پرسنل این پایگاه ایجاد شد. بعد از انقلاب موج مهاجرت روستاییان به تهران فزونی یافت و در کنارهای جاده خاوران و شهرک‌ها و روستاهای محمودآباد و شهرک خاوران توسعه یافت. هسته اولیه خاور شهر در واقع همان پایگاه پدافند خاوران و خانه‌های سازمانی آن بود.[۳]
- در زمانی که تهران کوچک بود و اطراف آن برج و بارو کشیده شده بود گورستان قدیمی در وسط شهر در محله باغ فردوس وجود داشت که هم‌اکنون بقایای آن مثل آرامگاه سید اسماعیل و قبر آقا وجود دارد.[۳] چندی نگذشت که محوطه قبرستان پر شد و هیچ جای خالی نماند. به ناچار زمینی در اطراف شهر از اراضی مسگرآباد را برای گورستان جدید در نظر گرفتند و آن را گورستان مسگرآباد نامیدند. این گورستان در محدوده کنونی فرهنگسرای خاوران است. این گورستان با روستای مسگرآباد تفاوت دارد و باهم بعد مکانی دارند اگرچه ملکیت آن از اراضی مسگرآباد است. با گسترش روزافزون شهر و ازدیاد جمعیت، خیلی سریع تمام فضای گورستان مسگرآباد پر شد و بایست چاره اساسی اندیشیده می‌شد و این امر لزوم چاره اندیشی برای این مهم را ایجاد کرد، در نهایت منجر به شکل‌گیری بهشت زهرا تهران شد. مسگرآباد در کنار یک قطعه، با قدمتی سیصد ساله، به ظهور رسید. در حال حاضر در تقسیمات کشوری بر سر روستا یا شهرک بودن مسگرآباد جدال است. از ابتدا مسگرآباد به شکل روستایی، به‌طور کامل تحت نظارت بومیان بود و مهاجرین نیز در امورات آن شرکت می‌کردند. اهالی این روستا اغلب از کردهای کرمانشاه هستند که احتمالاً توسط آقا محمدخان قاجار از کرمانشاه به قم، آمل و تهران، تبعید شدند. ساکنان قدیمی این منطقه خودشان را کلهر می‌نامند و هنوز هم کسانی هستند که به زبان کلهری صحبت می‌کنند.[۳] اصلیت اهالی بومی به تیره‌ای از کردها یا مازنی‌ها به نام کلهر می‌رسد. با توجه به اینکه شهرستان ری و شمیران با اراضی مناسب برای کشاورزی و دامداری بود؛ مسگر آباد به بهترین محل برای مهاجرین کشاورز، تبدیل شد. تا بتوانند در اراضی یاد شده به کارگری کشاورزی بپردازند. منطقه مسگرآباد یکی از سکونت گاه‌های خوش آب و هوای تهران است که با توجه به ساخت و سازهای زیاد هنوز دارای باغ‌های نسبتاً خوبی است. مسگرآباد از سه طرف توسط کوه محصور شده و تنها از سمت غرب راه ارتباطی دارد. از طریق بزرگراه‌های خاوران و افسریه به مناطق دیگر قابل دسترسی می‌باشد. بنابر نقل سینه به سینه و اسناد و مدارک، ابنیه، آثار باستانی و اشجار موجود، قدمت مسگر آباد به بیش از ۳۰۰ سال پیش بر می‌گردد شاید بتوانیم به دلیل وجود خویشاوندی‌های سببی و نسبی، شغل دامپروری تعداد قابل توجهی از اهالی، کوچ‌های منظم و فصلی برای جبران کمبود علوفه‌های دامی در محدوده، آن را ده بنامیم، اما نمی‌توان از اقتصاد مصرفی، مشاغل رسمی و دولتی افراد، وجود کارگاه‌ها و واحدهای تجاری و تولیدی صنعتی چشم پوشی کرد و الزاماً آن را در تعریف ده گنجانید. مسگر آباد در نقشه جدید شهرداری (شهرک صالحیه) نیز نامیده شده‌است.[۳]
- محله مسعودیه فعلی در کنار روستای مسگرآباد شکل گرفته‌است.[۳] به عبارت دقیق‌تر محله مسعودیه در سال ۱۳۵۷، در کنار روستای مسگر آباد متولد شده و خود را به شهر تهران تحمیل می‌نماید. محدوده زمانی شکل‌گیری محله نیز به سال‌های ۱۳۴۱ و ۱۳۴۲ بازمی‌گردد. اما باز هم تا قبل از انقلاب مسعودیه زمینی بایر و موات بوده و چشمه، آب انبار و قناتی در آن وجود نداشته‌است. ساخت و سازها از کنار یک مرغداری (۱۳۵۶) و حمام عمومی (۱۳۵۸) آغار شد و با تأسیس مسجد جامع، توسعه محله در اطراف آن سرعت گرفت. آب و هوای کوهستانی مسعودیه نیز در روند رو به رشد آن نقش با اهمیتی ایفا نموده‌است.[۳]
- در سال‌های قبل از انقلاب، کیانشهر فعلی یک منطقه آلونک‌نشین به نام شهرک نجف‌آباد بوده‌است.[۳] ساکنان این آلونک‌ها از سال ۱۳۵۴ در آن مکان اسکان داده شده بودند. بعد از بازدید مسئولان از آلونک نشین‌های چهار راه فرح‌آباد (بعثت فعلی) هنگام افتتاح پارک بعثت، برای ساماندهی آن آلونک نشین‌ها دستور جابه جایی و اسکان زاغه‌نشینان شهرک سجادیه فعلی در کیانشهر صادر شد. تا قبل از این جریان، اراضی این محله به صورت بیابان و بایر بوده و تنها فعالیتی که در آن به چشم می‌خورد، سفال‌سازی بوده‌است اما قبل از این جریان‌ها در سال ۱۳۴۴ خورشیدی (گروه مهندسی مشاور) طرح جامع تهران را برای توسعه روزافزون پایتخت ارائه دادند و پس از مدت‌ها بحث و گفتگو، سرانجام در ۲۸ بهمن سال ۱۳۴۷، طرح جامع ۵ ساله تهران، به تصویب انجمن شهر رسید. برای تهران مرزهایی تعیین شد. بدین ترتیب مرز جنوب مرکزی تهران، خیابان نجف‌آباد تعیین شد. روستای نجف‌آباد را در اصل میرزا آغاسی، صدراعظم محمد شاه قاجار احداث کرده بود و دارای باغ و عماراتی هم بوده‌است. در دوره ناصرالدین شاه، صدراعظم وی به نام امین‌السلطان روستای نجف آباد را توسعه داد.[۳]
- گورستان بهشتیه به عنوان چهارمین گورستان اختصاصی یهودیان تهران بعد از گورستان‌های خیابان سپه، گورستان سه راه دانگی در کوی کلیمیان و گورستان خیابان مازندران است.[۳] این گورستان در سال ۱۳۱۵ خورشیدی در منطقه جنوب تهران (جاده خراسان) واقع در اراضی سلیمانیه تأسیس شد. این مجتمع با وسعت هفتاد هزارو نهصد و پنج متر مربع مشتمل بر آرامگاه‌های مشاهیر جامعه یهودی منجمله سلیمان حییم مؤلف فرهنگ نامه‌های دوزبانه، طالع حمیدی (شاعر معروف یهود)، ژانت کهن‌صدق (قهرمان دو ومیدانی ایران)، منوچهر نیک‌روز (نماینده یهودیان در مجلس)، است. نکته قابل توجه در این گورستان قطعه یهودیان لهستانی است. این قطعه محل دفن یهودیان لهستانی است که به خاطر حفظ جان خود در جنگ جهانی دوم به ایران پناهنده شده بودند. این گورستان دارای یک سالن اجتماع بوده که در سال ۱۳۸۳ توسط انجمن کلیمیان تهران بازسازی شده داست.[۳]

## اطلاعات عمومی
در این بخش اطلاعاتی دربارهٔ محدوده، مساحت، جمعیت و ویژگی‌های منطقه ارائه می‌شود.
محدوده
منطقه ۱۵ از شمال به پادگان قصر فیروزه، ۴۵ متری آهنگ، خیابان خاوران و شوش شرقی و از غرب به خیابان فدائیان اسلام و از جنوب به خیابان دولت‌آباد، کوه بی‌بی شهربانو و کارخانه سیمان و از شرق به کوه‌های شرقی تهران و حد شرقی اراضی افسریه منتهی می‌شود. بخشی از محدوده منطقه نیز در حریم شهر واقع است.
جمعیت و مساحت
مساحت کل منطقه با احتساب حریم استحفاظی آن: ۲۰۴ کیلومترمربع می‌باشد. مساحت محدوده قانونی (۶ ناحیه) ۲۷/۸کیلومترمربع می‌باشد. این منطقه دارای ۷ ناحیه است، شش ناحیه در محدوده قانونی شهر با مساحت ۲۷/۸ کیلومتر مربع و یک ناحیهٔ آن در حریم استحفاظی شهر تهران قرار دارد. مساحت حریم استحفاظی شهر تهران در حوزه مدیریت شهرداری این منطقه در حدود ۱۷۶ کیلومتر مربع می‌باشد که ۶/۱۴ درصد مساحت کل حریم استحفاظی شهر تهران است. پهنه این حریم از لحاظ مدیریتی و در چارچوب قانون تقسیمات کشوری در محدوده دو شهرستان تهران و ری قرار دارد.
تا سال ۱۴۰۰ جمعیت کلی منطقه پانزده دربرگیرنده بیست و یک محله ۶۵۹۴۶۸ نفر اعلام شده‌است. از این منطقه به عنوان پرجمعیت‌ترین منطقه تهران یاد می‌شود. همچنین ۲۰۹۱۴۱ خانوار در این منطقه زندگی می‌کنند. همچنین تراکم جمعیت منطقه ۱۵ ۲۲۲ نفر در هکتار می‌باشد.
فر (۱۹۲٬۶۱۰ خانوار) شامل ۳۲۵٬۳۱۳ مرد و ۳۱۳٬۴۲۷ زن عنوان شده‌است.

## محله‌ها
این منطقه دارای ۲۰ محله با مساحت تقریبی ۲۹/۷کیلومترمربع می‌باشد.
- مشیریه
- مسگرآباد
- مسعودیه
- بهشتیه خاوران (قبرستان یهودی‌ها)
- افسریه شمالی
- افسریه جنوبی
- خاور شهر
- شوش - شبیر
- کیانشهر شمالی
- کیانشهر جنوبی
- بروجردی
- رضویه (کاروان)
- اسلام‌آباد - والفجر
- ابوذر
- هاشم‌آباد
- اتابک
- طیب
- ولیعصر - بی‌سیم
- مینابی
- مطهری
- مظاهری

## مراکز مهم
این منطقه دارای ۲۴۴ مساجد و حسینیه، ۳۸ کتابخانه و فرهنگسرا، ۴۸ زمین چمن، ۲۶۶مدرسه، ۲۰ سرای محله است. در منطقه پانزده مراکز متعدد فرهنگی و تفریحی و تاریخی وجود دارد. همچنین دارای ۳۲٫۵۵ مترمربع فضای سبز مجموعاً ۱۱۶ پارک است. و سرانه سرانه فضای:۱۹٫۳۸ به ازای هر نفر است.
مراکز فرهنگی و بوستان‌ها
- فرهنگسرای خاوران
- پردیس تئاتر تهران
- پردیس بانوان
- زندان هارون
- پردیس سینمایی خاوران
- سینما سایه
- سینما پیوند
- سینما فرهنگسرای خاوران
- پارک جنگلی توسکا
- پارک سرو
- بوستان ارکیده
- بوستان سپیدار
- بوستان امیرکبیر
- بوستان صنوبر
- پارک آزادگان
- پارک خلیج فارس (پامچال)
- پارک آزادگان
- عمارت امیرسلیمانی

## حمل و نقل عمومی
شهروندان منطقه پانزده از طریق خط شش مترو به شبکه مترو تهران دسترسی دارند. از سویی خط چهار سامانه اتوبوس تندرو در این منطقه فعالیت دارد. مستند به گزارش شهرداری منطقه تا سال ۱۴۰۰ بالغ بر ۱۶۰ ایستگاه اتوبوس است.
بزرگراه
منطقه از طریق بزرگراه‌های بسیج، بعثت، امام علی، آزادگان به شبکه بزرگراهی تهران دسترسی دارد. مجموعاً ۲۰/۴ کیلومتر شبکه بزرگراهی در این منطقه است.
مترو
- ایستگاه متروی کیان‌شهر
- ایستگاه متروی بعثت
- ایستگاه متروی شهید رضایی